# Спомен-чесма краља Александра Обреновића на Златибору
Спомен-чесма краља Александра Обреновића на Златибору је грађевина која је саграђена 1893. године. С обзиром да представља значајну историјску грађевину, проглашена је непокретним културним добром Републике Србије. Налази се на Златибору, под заштитом је Завода за заштиту споменика културе Краљево.

## Историја
Крајем 19. века у посету Златибору је дошао последњи српски краљ из династије Обреновић, Александар Обреновић што се сматра преломним тренутком за развој туризма на овој планини. Крај извора хладне воде Кулашевац 1893. године је организован свечани дочек и ручак. Председник чајетинске општине Петар Мићић је у име Златибораца одржао здравицу. У жељи да овај боравак нечим обележи, краљ Александар се обавезао да ће о свом трошку подићи чесму, па је у знак захвалности месту тада промењено име у „Краљева вода”. Након овог догађаја је отпочела изградња првих смештајних објеката и претварање ове планине у туристички центар Србије. Уз спомен чесму су се одржавале светковине и била је најчешћи мотив на златиборским разгледницама. Спомен-чесма краља Александра Обреновића на Златибору је подигнута 1893. године уз шеталиште, крај језера, у подножју „Краљевих вода”.
Правоугаоне је основе грађена од тесаних камених квадера, а у горњем делу се завршава тимпаноном у духу класицистичке традиције. На чесми је уграђена квадратна плоча од црног мермера са натписом „Краљ Александар I 20. август 1893”. Изнад спомен плоче је аплициран крст мањих димензија. Са леве и десне стране чесме је зид од рустично обрађеног камена и по једна камена клупа док се са њене задње стране налази ограђени плато приближно квадратног облика. Плато је поплочан гранитним плочама и ограђен оградом од кованог гвожђа. Са задње стране се прилази са терена, док је са предње стране у односу на шеталиште уздигнут за 1,82 метара.
У централни регистар је уписана 2. октобра 2019. под бројем СК 2227, а у регистар Завода за заштиту споменика културе Краљево 18. септембра 2019. под бројем СК 267.
- Златибор
- Завод за заштиту споменика културе Краљево